# U A (U-Boot, 1939)
U A war das erfolgreichste ursprünglich für ausländische Rechnung gebaute Unterseeboot, das die Kriegsmarine im Zweiten Weltkrieg einsetzte.

## Baugeschichte
U A wurde auf der Krupp Germaniawerft in Kiel als Unterseekreuzer Batiray für die türkische Marine gebaut, beim Ausbruch des Zweiten Weltkriegs vom Deutschen Reich konfisziert und von der Kriegsmarine als U A in Dienst gestellt.
Die Batiray war das zweite von vier bestellten Booten. Das erste Boot war im Juni 1939 als Saldiray ausgeliefert worden. Die beiden anderen Boote wurden unter deutscher Bauaufsicht in der Türkei gebaut. Atılay kam noch 1940 in Dienst und ging am 14. Juli 1942 durch einen Minentreffer mit der gesamten Besatzung verloren. Das letzte Boot, die Yildiray, wurde erst nach dem Kriegsende im Januar 1946 fertiggestellt.

## Technische Daten
- Abmessungen: 86 m × 6,80 m × 4,10 m
- Verdrängung: 1044 ts aufgetaucht, 1357 ts getaucht
- Antrieb: 2 Burmeister & Wain-Dieselmotoren mit zusammen 4600 PS, 2 Elektromotoren BBC mit 1300 PS
- Höchstgeschwindigkeit: 18 kn aufgetaucht, 8,4 kn getaucht
- Reichweite: 13.100 sm bei 10 kn aufgetaucht, 146 sm bei 2 kn getaucht
- Bewaffnung:
 6 Torpedorohre (4 vorne, 2 hinten),
 1 10,5-cm-Geschütz verkleidet vor dem Turm, 2 2-cm-Flak

## Einsätze
Die beschlagnahmte Batiray wurde schon im September 1939 als U A von der Kriegsmarine in Dienst gestellt.

### Erster Auftrag
Erster Auftrag für das Boot war die Überführung von Flugbenzin nach Drontheim, wozu die Bauwerft die Tanks modifizierte. U A verließ Kiel am 27. April 1940 und erreichte Drontheim am 2. Mai. Vom 5. bis 10. Mai wurde die Rückfahrt durchgeführt.

### Erste Feindfahrt
Vom 6. Juni bis 30. August 1940 führte das Boot die erste Südatlantikunternehmung eines deutschen U-Bootes durch. Unter Kapitänleutnant Cohausz operierte das Boot zuerst gegen die Northern Patrol zwischen den Färöern und Island und versenkte dort nach einem Fehlangriff den britischen Hilfskreuzer Andania (13.950 BRT) am 16. Juni 1940. Auf dem Marsch nach Süden und im nächsten Operationsgebiet zwischen den Kanaren und den Kap Verden folgten zwei weitere Versenkungen. Vom 17. bis zum 28. Juli 1940 wurde es als erstes deutsches Unterseeboot auf hoher See durch den deutschen Hilfskreuzer Pinguin neu ausgerüstet und näher an das Einsatzgebiet vor Freetown geschleppt. Vor Freetown konnte U A nur ein Schiff versenken. Auf dem Rückmarsch gelang die Versenkung dreier weiterer Schiffe, so dass auf dieser Fahrt insgesamt sieben Schiffe mit 40.706 BRT versenkt wurden.
- 16. Juni 1940: Versenkung des britischen Hilfskreuzers Andania (13.950 BRT, Baujahr 1922). Das Turbinenschiff sank nach zwei Torpedotreffern. Der erste Angriff mit drei Torpedos war fehlgeschlagen und unbemerkt geblieben. Auch drei weitere Torpedo, um das Sinken des Schiffes sicherzustellen, verfehlten das Schiff, dessen Besatzung durch einen isländischen Fischdampfer geborgen wurde.[2]
- 26. Juni 1940: Versenkung des norwegischen Motorschiffs Crux (3.828 BRT, 1923, 10,5 kn). Das auf dem Weg nach Südamerika befindliche Schiff sank nach einem Torpedotreffer westlich von Portugal. Die Besatzung rettete sich in die Boote.[3]
- 14. Juli 1940: Versenkung des norwegischen Tankers Sarita (5.824 BRT, 1914, 10,5 kn). Der in Ballast auf dem Weg nach Trinidad und Tobago befindliche Tanker sank nach einem Torpedotreffer westlich der Kanaren. Die Besatzung rettete sich in die Boote.[4]
- 3. August 1940: Versenkung des jugoslawischen Frachters Rad (4.201 BRT, 1910). Der mit Chemikalien auf dem Weg nach Durban befindliche Dampfer wurde südlich der Kap Verden mit einem Warnschuss gestoppt und nach der Untersuchung mit einem Torpedo versenkt. Die Besatzung rettete sich in die Boote und wurde von einem britischen Schiff nach Freetown gebracht.[5]
- 15. August 1940: Versenkung des griechischen Frachters Aspasia (4.211 BRT, 1914). U A schoss zwei Torpedos auf den Dampfer, keine Überlebenden, 19 Tote.[6]
- 19. August 1940: Versenkung des ungarischen Frachters Kelet (4.295 BRT, 1913). U A stoppte den in Ballast laufenden Frachter, der Überlebende eines britischen Frachters an Bord hatte. Nachdem die Insassen des Dampfers in die Boote gegangen waren, versuchte das Boot, die Kelet mit einem Torpedo zu versenken. Da das Schiff nicht sank, wurde es mit dem Bordgeschütz versenkt. Sechs Tote.[7]
- 20. August 1940: Versenkung des Frachters Tuira (4.397 BRT, 1912). Der unter der Flagge Panamas laufende Frachter erhielt südwestlich von Rockall einen Torpedotreffer und sank mit seiner Kohlenladung. Zwei Tote.[8]

### Zweite Feindfahrt
Auf der Fahrt vom 25. Februar bis zum 18. März 1941 wurde das Boot mit sechs anderen deutschen Booten und einem italienischen gegen den Geleitzug OB.292 eingesetzt. Beim Angriff auf den folgenden Geleitzug OB.293 hatte das Boot unter Korvettenkapitän Eckermann Torpedoversager und wurde von den Sicherungseinheiten des Konvois, wahrscheinlich der Wolverine, schwer beschädigt.
- 8. März 1941: Versenkung des Frachters Dunaff Head (5.258 BRT, 1918). Der britische Frachter wurde südlich von Island durch einen Torpedo versenkt. Fünf Tote.[10]

### Dritte Feindfahrt
Auf der Fahrt vom 14. bis zum 26. April 1941 aus Lorient war das Boot erfolglos.

### Vierte Feindfahrt
Auf der Fahrt vom 3. Mai bis zum 30. Juli 1941 aus Lorient war das Boot der 2. Welle vor Freetown mit sechs anderen deutschen Booten und zwei italienischen zugeteilt, ohne allerdings Erfolge zu erzielen. Am 28. Mai wurde das Boot im Mittelatlantik durch die Egerland versorgt. Mitte Juli misslang der Versuch, den Geleitzug SL 76 anzugreifen.
Der Versuch einer weiteren Feindfahrt am 7. Oktober wurde schon nach zwei Tagen abgebrochen.

### Fünfte Feindfahrt
Auf der Fahrt vom 21. Oktober bis zum 25. Dezember 1941 aus Lorient operierte U A mit drei anderen Booten vor Südafrika. Bei der Versorgung durch den U-Boot-Versorger Python am 1. Dezember 1941 im Südatlantik überraschte der britische Schwere Kreuzer Dorsetshire die deutschen Schiffe. Das gerade versorgte U A schoss erfolglos fünf Torpedos auf den Kreuzer, auch ein Angriff von U 68 blieb erfolglos. Um der Kaperung zu entgehen, versenkte sich die Python selbst. Auf sie war durch U-Boote wenige Tage zuvor die Besatzung des ebenfalls von einem Schweren Kreuzer gestellten Hilfskreuzers Atlantis verbracht worden. Beide Besatzungen, zusammen 414 Mann, konnten in einer groß angelegten Rettungsaktion durch die gerade versorgten deutschen U-Boote U A und U 68, die später eintreffenden U 124 und U 129 und die zur Unterstützung entsandten italienischen U-Boote Enrico Tazzoli, Giuseppe Finzi, Pietro Calvi und Luigi Torelli nach Frankreich gebracht werden.

### Sechste Feindfahrt
Auf der Fahrt vom 14. März bis zum 24. April 1942 aus Lorient führte U A, nun wieder unter dem Befehl von Cohausz, erste Versuche als U-Boot-Versorger durch und unterstützte die zur US-amerikanischen Küste marschierenden Boote U 203 und U 84 und das heimkehrende U 202. Nach dem Einsatz lief U A nicht nach Frankreich, sondern nach Kiel zurück.

## Endschicksal
Das ab September 1939 als Einsatz-U-Boot genutzte U A war ab April 1941 in Frankreich stationiert und wurde ab August 1942 in der Ostsee als Schulboot, kurzzeitig auch als Versuchsboot, eingesetzt.